# Aleadryas rufinucha
Aleadryas rufinucha là một loài chim trong họ Oreoicidae, trước đây từng xếp trong họ Pachycephalidae.